# Rhynchokarlingidae
Rhynchokarlingidae är en familj av plattmaskar. Rhynchokarlingidae ingår i ordningen Kalyptorhynchia, klassen Rhabdocoela, fylumet plattmaskar och riket djur.